# AFC Rocar București
El AFC Rocar București fue un club de fútbol rumano con sede en el distrito de Berceni de Bucarest, fundado en 1953 y disuelto en 2009. El club llegó a ser subcampeón de la Copa de Rumania en 2001.
Durante su historia fue renombrado en varias ocasiones. El equipo fue conocido como as Asociaţia Sportivă a Uzinei de Autobuze București (1953–1968), Autobuzul București (1968–1993), AS Rocar București (1993–2001) y AFC Rocar ANEFS București (2005-2009).

## Estadio
El Rocar Bucureşti disputaba sus partidos como local en el Stadionul ANEFS de Bucarest, situado en el distrito de Berceni, que tiene una capacidad de 6 000 espectadores. El estadio anteriormente era denominado Stadionul Rocar.

## Palmarés
- Liga I:
  - Mejor resultado: 12º Divizia A 1999–00

- Liga II:
  - Campeón (0):
  - Subcampeón (1): 1998–99

- Liga III:
  - Campeón (4): 1969–70, 1976–77, 1985–86, 1988–89
  - Subcampeón (1): 1972–73

- Copa de Rumania:
  - Subcampeón (1): 2000-01

## Jugadores
La siguiente es una lista de algunos de los futbolistas más destacados que jugaron en el club:
| - Ion Munteanu - Mihai Stoichiţă - Gheorghe Mulţescu - Lucian Bălan - Dorin Arcanu - Florentin Rădulescu - Zoltan Ritli - Florin Tene - Daniel Tudor - Daniel Stana - Adrian Baldovin - Tiberiu Csik - Cornel Dobre - Iulian Filipescu - Florin Macavei - Mircea Minescu - Victor Naicu - Cătălin Necula - Leonard Nemţanu - Ovidiu Tâlvan - Cristi Termure - Gabriel Vochin - Irinel Voicu | - Dan Alexa - Ciprian Danciu - Daniel Rednic - Romulus Buia - Augustin Călin - Marius Nicolae - Adrian Pitu - Victoraş Iacob - Marius Luca - Cristian Silvășan - Tudor Mihail - Adrian State - Bogdan Vrăjitoarea - Silviu Bălace - Marius Mitu - Marius Humelnicu - Andrei Istrate - Paul Ștefănescu - Cornel Cristescu - Cezar Dinu - Călin Zanc - Marian Niculiță - Marian Pană | - Răzvan Farmache - Laurențiu Lică - Rică Răducanu - Dumitru Dumitriu - Lavi Hrib - Giani Kiriță - Cosmin Gheorghiță - Dănuț Coman - Tinel Petre - Daniel Prodan - Ionel Fulga - Cătălin Mulțescu - Bogdan Nicolae - Sorin Colceag - Eugen Nae - Ionuț Savu - Gabriel Mărgărit - Iulian Tameș - Romeo Stancu - Florin Lazăr - Mircea Oprea - Eduard Iordănescu - Cococi Alberto |

## Entrenadores
La siguiente es una lista de algunos de los entrenadores más destacados que dirigieron al club:
- Dumitru Dumitriu
- Ion Dumitru
- Florin Marin
- Aurel Țicleanu
- Marius Șumudică